# Élise Fugler
Œuvres principales
- Les frigos ont horreur du vide
- L'art du mou
- Éteignez la lumière ! Et autres sombres histoires

Élise Fugler, née à Strasbourg le 25 septembre 1970, est une écrivaine française.

## Biographie
Élise Fugler est la fille de l'auteur et journaliste René Fugler et de la bibliothécaire Christiane de Morgues. Elle fait ses études secondaires au Lycée international des Pontonniers puis étudie la philosophie, le cinéma, l'écriture de scénario, l'anthropologie avec Jean Rouch et Germaine Dieterlen à l'EPHE et la réalisation de documentaires à l'Université Paris-Nanterre.
Elle a travaillé pour la télévision, le cinéma, comme formatrice, en digital learning et dans des bibliothèques publiques et privées (dans l'aérospatial).
Elle est présidente de l'association Mensa île de France.
Son premier roman publié en 1999 et réédité en 2025, Les Frigos ont horreur du vide, a été nommé pour le prix SNCF du premier polar. Son deuxième roman, L'Art du mou, dont l'action se situe au Burkina Faso, est l'épisode numéro 5 de la série Moulard publiée aux Éditions de l'Aube. Les quatre épisodes précédents  sont signés  Catherine Fradier, Jean-Jacques Reboux, Yves Bulteau et Laurent Fétis. Son troisième polar, Nom de nom, à Zinc Éditions, est inspiré d'un fait divers s'étant déroulé dans un hôpital. Éteignez la lumière ! Et autres sombres histoires, publié aux Éditions Après la Lune, est un recueil de onze nouvelles.

## Œuvre

### Romans
- 1999 : Les frigos ont horreur du vide[2], Éditions Baleine (Éditions du Seuil)
- 2000 : L'Art du mou, Éditions de l'Aube
- 2004 : Nom de nom !, Zinc Éditions
- 2025 : Les frigos ont horreur du vide, réédition Éditions le Morse

### Recueil de nouvelles
- 2020 : Éteignez la lumière ! Et autres sombres histoires[3],[4],[5]. Éditions Après la Lune

### Nouvelles
- La Liste[6]
- Rue meurtre
- Plaisir partagé
- Papa poulpe in 22 mars 2000 : C'est un bon jour pour Gabriel ( Le Poulpe (collection) no 186) [7]
- Pour un wagon de trop
- Casse-toi !
- Le Belvédère des à-valoir

### Albums pour enfants
Avec la dessinatrice Corinne Demuynck : 
- 2006 : Papa Maman ne s'aiment plus[8],[9],[10], Ed. La Cabane sur le chien
- 2020 : Papa et Maman ne s'aiment plus. Éditions du Jasmin, réédition avec de nouvelles illustrations

### Parascolaire
- 2021 : Gagnez des places à votre concours, Guide pratique pour réussir, Éditions Ellipses